# Radwan Masmoudi
Pour les articles homonymes, voir Masmoudi (homonymie).
 (juillet 2020).
Radwan Masmoudi (arabe : رضوان المصمودي), né le 31 août 1963 à Sfax, est un ingénieur, lobbyiste et homme politique islamiste tunisien, fondateur du Centre pour l'étude de l'islam et de la démocratie (de) qu'il préside depuis 1999.

## Biographie
Né dans une famille conservatrice de Sfax en Tunisie, son père est officier dans l'armée tunisienne.
Après avoir obtenu le baccalauréat au lycée technique de l'Ariana en 1981, il décroche une bourse d'études aux États-Unis.
En 1992, il obtient un doctorat en mécanique et robotique au Massachusetts Institute of Technology.
Interdit d'entrée en Tunisie de fait de son appartenance politique à Ennahdha, il reste jusqu'en 1999, aux États-Unis où il fonde le Centre pour l'étude de l'islam et de la démocratie (de) à Washington. 
Il est marié et père de quatre enfants, deux filles et deux garçons.